# 中原重樹
中原 重樹（なかはら しげき、1893年（明治26年）7月30日 - 1999年（平成11年））は、日本の農林官僚であり教育者でもある。農林省に勤めた後、戦後、茨城大学教授を経て明治大学教授となった。初代日本食肉科学会会長。子の中原逸郎は陸軍大尉。岡山県倉敷市出身。

## 経歴

### 生い立ち
1893年（明治26年）に岡山県に生まれる。その後、1914年（大正3年）、20歳で旧制岡山県立高梁中学校（現：岡山県立高梁高等学校）卒業を経て、同年、名古屋市にある第八高等学校へ入学し、1917年（大正6年）同校を卒業。同年に東京帝国大学農学部へ入学、1920年（大正9年）7月、27歳で同大学を卒業し、東京毛織会社へ技師農学士として就職した。

### 就職後
東京毛織では、技師として羊毛の研究職に従事する。その後、1924年（大正13年）12月、31歳のとき農商務省 へ入省し、種羊技師となった。その後、イギリスへ渡り、羊毛技術と経営を学ぶ。1925年に農林省（現：農林水産省）と商工省（現：経済産業省）が分割され、農林省に属す。そんな中原に転機が訪れるのは、農林省で肉製品の製法の研究開発に従事したことである。これがきっかけで、羊毛分野から食肉加工分野へ進むことになる。1942年（昭和17年）49歳のときには、長年の研究実績が称えられて、正五位勲五等を授与される。そんな中、日本は第二次世界大戦で、ミッドウェー海戦に敗れ、徐々に形勢が不利になっていく。中原の子である中原逸郎大尉は、陸軍航空士官学校の56期卒業生であり、終戦間近の1945年（昭和20年）6月21日に都城西飛行場から出撃し、特攻機を護衛した後、飛行場へ戻る途中に奄美大島西方約20キロの地点でアメリカ軍の戦闘機と遭遇。瞬く間に逸郎大尉の戦闘機は撃墜され戦死した。

### 大学教授として
子供の死を乗り越え、1950年（昭和25年）新制大学制度が本格的に始まると同時に誕生した茨城県立農科大学の畜産物科学教授として招待される。1952年には、同大学が国立の茨城大学農学部となり、戦前の研究成果から農学部長となった。1959年（昭和34年）65歳で同大学教授を退官し、明治大学教授となり、日本食肉科学会の前身である日本食肉研究会を立ち上げ、初代会長となった。1975年（昭和50年）3月まで、同学会の会長を務め、日本の食肉研究の発展に貢献した。
1999年（平成11年）、105歳で死去。